# Stefan Milošević (football, 1996)
Stefan Milošević, né le 23 juin 1996 à Nikšić en République fédérale de Yougoslavie, est un footballeur international monténégrin. Il évolue au poste d'attaquant à l'Ironi Kiryat Shmona.

## Biographie
Avec l'équipe du Monténégro des moins de 19 ans, il inscrit deux buts lors de l'année 2013, contre les îles Féroé et la Macédoine.
Lors de la saison 2018-2019, il se met en évidence avec le club d'Iskra Danilovgrad, en inscrivant trois doublés au sein du championnat du Monténégro. Il inscrit au total neuf buts en une demi-saison.
Le 17 mars 2019, il s'illustre avec le club belge de Waasland-Beveren, en inscrivant un triplé en championnat sur la pelouse du Standard de Liège. Malgré tout, son équipe s'incline sur le score de 4-3.